# Walter Schramm

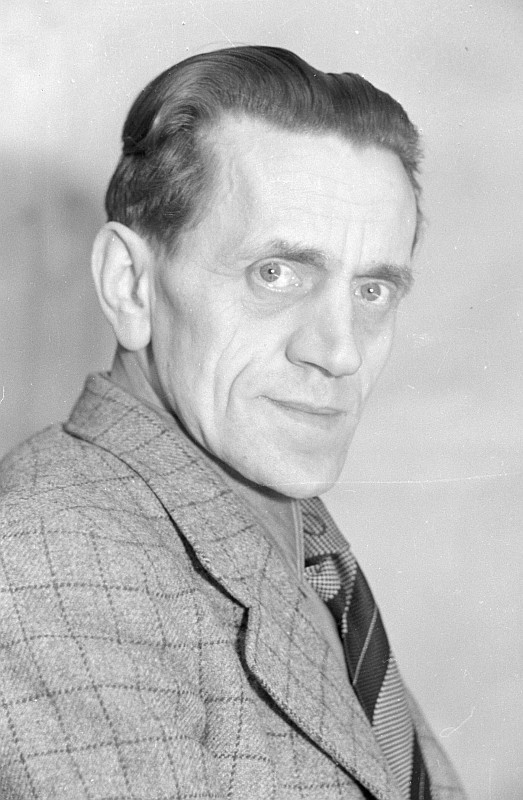
Walter Schramm (1945)

Walter Schramm (* 20. Februar 1895 als Walter Habich in Neisse; † 8. Mai 1966 in Ost-Berlin) war ein deutscher Schauspieler und Theaterregisseur.

## Leben
Walter Schramm wurde unter dem Namen Walter Habich in Neisse im preußischen Oberschlesien geboren. Er begann eine Lehrausbildung zum Kaufmann, wandte sich aber 1912 im Alter von 17 Jahren dem Schauspielberuf zu. Nach Engagements in Neisse sowie anderen Orten in Schlesien, aber auch in Ostpreußen ging er Ende der 1920er-Jahre nach Berlin, wo er anfing in Synchronstudios und beim Film zu arbeiten. Nach Ende des Zweiten Weltkriegs leitete Schramm das Volkstheater Pankow in Ost-Berlin. Zwischen 1949 und 1961 spielte er in einer ganzen Reihe von DEFA-Filmproduktionen meist Nebenrollen aus dem Arbeitermilieu, bevor ihn eine Erkrankung zur Aufgabe der Filmarbeit zwang.

## Filmografie (Auswahl)
- 1948: Berliner Ballade – Regie: Robert A. Stemmle
- 1949: Die Brücke – Regie: Arthur Pohl
- 1949: Unser täglich Brot – Regie: Slatan Dudow
- 1949: Die blauen Schwerter – Regie: Wolfgang Schleif
- 1950: Der Auftrag Höglers – Regie: Gustav von Wangenheim
- 1952: Schatten über den Inseln – Regie: Otto Meyer
- 1952: Roman einer jungen Ehe – Regie: Kurt Maetzig
- 1953: Die Unbesiegbaren – Regie: Arthur Pohl
- 1954: Kein Hüsung – Regie: Arthur Pohl
- 1955: Der Ochse von Kulm – Regie: Martin Hellberg
- 1956: Thomas Müntzer – Ein Film deutscher Geschichte – Regie: Martin Hellberg
- 1956: Junges Gemüse – Regie: Günter Reisch
- 1956: Der Richter von Zalamea – Regie: Martin Hellberg
- 1959: Eine alte Liebe – Regie: Frank Beyer
- 1959: Kabale und Liebe – Regie: Martin Hellberg
- 1960: Fünf Patronenhülsen – Regie: Frank Beyer
- 1961: Andreas und die Zaubernuß (TV) – Regie: Hugo Hermann

## Synchronisation
- 1943 (1947): Matwei Ljarow als Arslanbek in Nasreddin in Buchara

## Hörspiele
- 1956: Nâzım Hikmet: Legende von der Liebe (Wesir) – Regie: Otto Dierichs  (Rundfunk der DDR)